# Greg Tansey
Gregory James Tansey, detto Greg (Liverpool, 21 novembre 1988), è un ex calciatore inglese, di ruolo centrocampista.

## Biografia
Suo nonno Jimmy è stato a sua volta un calciatore professionista.

## Carriera
Esordisce tra i professionisti nella stagione 2006-2007 giocando 3 partite nella quarta divisione inglese con lo Stockport County; l'anno seguente con una rete in 12 presenze (a cui aggiunge 5 presenze in quinta divisione durante un prestito all'Altrincham) contribuisce a conquistare la promozione in terza divisione, che arriva dopo la vittoria dei play-off. Tra il 2008 ed il 2010 segna 2 reti in 44 presenze in terza divisione, mentre nella stagione 2010-2011 è il capocannoniere stagionale dello Stockport County, con cui totalizza 38 presenze e 10 reti in quarta divisione.
Nella stagione 2011-2012 segna 4 reti in 36 presenze nella prima divisione scozzese all'Inverness, per poi trascorrere una stagione e mezzo nella terza divisione inglese allo Stevenage, seguita da ulteriori 3 stagioni e mezzo all'Inverness nella prima divisione scozzese; in questa seconda esperienza vince anche una Coppa di Scozia (la prima nella storia del club) e gioca 2 partite nei turni preliminari di UEFA Europa League. Gioca in seguito nella prima divisione scozzese con Aberdeen (con cui disputa anche ulteriori 3 incontri nei turni preliminari di Europa League), Ross County e St. Mirren, per poi ritirarsi nel 2019, all'età di 31 anni, dopo un breve periodo trascorso ai semiprofessionisti del Warrington Town.

## Palmarès

### Club

#### Competizioni nazionali
- Coppa di Scozia: 1

Inverness: 2014-2015